# Perené (flod)
Perené (spanska: río Perené) är en flod med kort lopp i Peru i övre delen av Ucayalis avrinningsområde. Den löper genom de centrala delarna av landet, på östra sidan om Anderna.
Den föds vid sammanflödet av floderna Chanchamayofloden och Paucartambofloden på en höjd av 650 m ö.h. vid 10°57′04″S 75°17′03″V / 10.95111°S 75.28417°V. Den har en kort väg (280 km) och rinner i sydostlig riktning, men stort flöde året runt tack vare regn och avsmältning från glaciärer.
Dess viktigaste tillflöden är floderna:
- Huatziriqui 10°57′02″S 75°13′35″V / 10.95056°S 75.22639°V
- Ubirqui 10°51′38″S 74°59′35″V / 10.86056°S 74.99306°V
- Osa 10°55′13″S 74°52′07″V / 10.92028°S 74.86861°V
- Ipoqui 11°00′27″S 74°44′56″V / 11.00750°S 74.74889°V
- Auziqui 10°58′36″S 74°37′22″V / 10.97667°S 74.62278°V
- Pangoa 11°09′02″S 74°18′20″V / 11.15056°S 74.30556°V

Perenéfloden rinner samman med Enefloden, i staden Puerto Prado i Tambo Río-distriktet, på 295 m ö.h. 11°10′07″S 74°14′16″V / 11.16861°S 74.23778°V för att bilda Tambofloden. Nedströms förenar sig Tambofloden med Urubambafloden och bildar Ucayalifloden, som i sin tur förenar sig med Marañonfloden som bildar Amazonfloden.
Källan till floden Chanchamayo ligger i avsmälning från Cordillera Huaytapallana, öster om Huancayo, där floden heter Tulumayo. Staden La Merced ligger vid denna flod. Paucartambofloden har sitt ursprung på den östra sidan av Nudo de Pasco, genom avsmältningen från bergskedjan Huachón, i departementet Pasco.